# Gobiopterus panayensis
Gobiopterus panayensis är en fiskart som först beskrevs av Herre, 1944.  Gobiopterus panayensis ingår i släktet Gobiopterus och familjen smörbultsfiskar. Inga underarter finns listade i Catalogue of Life.